# Șiclod
Șiclod (węg. Siklód) – wieś w Rumunii, w okręgu Harghita, w gminie Atid. W 2011 roku liczyła 231 mieszkańców.